# Valkeajärvi (sjö i Ruovesi, Birkaland)
Valkeajärvi är en sjö i kommunen Ruovesi i landskapet Birkaland i Finland. Arean är 18 hektar och strandlinjen är 4,34 kilometer lång.  Den  ingår i Kumo älvs huvudavrinningsområde.  Sjön ligger omkring 60 kilometer nordöst om Tammerfors och omkring 200 kilometer norr om Helsingfors. 
I sjön finns ön Pajuluoto. 